# Рейнольдс, Анна
Анна (Энн) Рейнольдс (англ. Anna Reynolds, 4 октября 1931 (5 июня 1930), Кентербери, Великобритания — 24 февраля 2014, Пестен, Казендорф, Германия) — английская оперная певица, меццо-сопрано.

## Биография
Энн Рейнольдс родилась в 1931 (1930) году в Кентербери. Училась игре на фортепиано, затем вокалу в Королевской академии музыки. Продолжила обучение в Риме, там приняла сценическое имя «Анна». Дебютировала в 1960 году в Парме в роли Судзуки в опере Дж. Пуччини «Мадам Баттерфляй».
В Англии впервые выступила в 1962 году в роли Женевьевы («Пеллеас и Мелизанда» К. Дебюсси) в Глайндборне. Эту партию Рейнольдс позднее исполняла на фестивале Экс-ан-Прованс, в театре Sadler’s Wells и в Ла Скала. Анна впервые выступила в театра Ковент-Гарден в 1967 году в роли Аделаиды («Арабелла» Р. Штрауса). Дебют в Метрополитен-опера состоялся в 1968 году с партией Флосхильды («Золото Рейна» Р. Вагнера), а через год Рейнольдс вышла на эту сцену в роли Фрики («Золото Рейна» и «Валькирия» Р. Вагнера). В 1970—1975 годах участвовала в вагнеровском фестивале в Байрёйте. Анна Рейнольдс спела Андромаху в мировой премьере оперы Типпетта «Царь Приам» в 1975 году.
Репертуар Анны Рейнольдс включал такие партии, как Дидона («Дидона и Эней» Г. Пёрселла), Танкред («Танкред» Дж. Россини), Шарлотта («Вертер» Ж. Массне), Дорабелла («Так поступают все» В. А. Моцарта). Рейнольдс вела и обширную концертную деятельность. После завершения сценической карьеры давала мастер-классы.
Муж певицы — певец, вагнеровский тенор Джин Кокс (англ. Jean Cox).